# The Offspring
The Offspring — американская панк-рок-группа из Калифорнии, основанная в 1984 году. За свою 40-летнюю историю они выпустили одиннадцать студийных альбомов и продали более 40 миллионов пластинок, что делает их одной из самых продаваемых панк-рок-групп. Состав группы неоднократно менялся, и только вокалист и гитарист Декстер Холланд, а также гитарист Кевин «Нудлз» Вассерман являются её участниками с первого альбома.

## История

### Начало,The OffspringиIgnition(1986—1993)
Первоначально коллектив назывался Manic Subsidal. Записав в 1988 году демо, The Offspring подписали договор со звукозаписывающей компанией «Nemesis Records» и в марте 1989 года записали дебютный альбом, названный The Offspring, продюсером которого стал Том Уилсон, работавший ранее с группами «Dead Kennedys», «Social Distortion» и «The Vandals». Альбом был издан небольшим тиражом на 12" виниловых пластинках (переиздание на CD состоялось в 1995 году); вскоре за этим последовал шестинедельный гастрольный тур. В 1991 году на лейбле «Epitaph Records» был записан EP Baghdad, а в 1992, при поддержке Уилсона в качестве продюсера, — второй альбом Ignition. Он стал довольно успешным (разойдясь тиражом в 60 000 копий); за ним последовал двухлетний гастрольный тур с такими панк- и ска-панк-группами как «Pennywise», «No Doubt» и «Voodoo Glow Skulls».

### АльбомыSmashиIxnay on the Hombre; первый крупный успех (1994—1997)
Альбом Smash, ставший одним из самых успешных в карьере The Offspring, был записан в 1993 и выпущен в 1994 году. Синглы «Come Out and Play», «Self Esteem» и «Gotta Get Away» стали хитами и принесли группе всемирную известность;
группу приглашают на разогрев Sex Pistols и Kiss. К этому моменту отношения между музыкантами и продюсером становились всё напряжённее, и они решили выкупить у Уилсона права на свой первый альбом. Холланд и Крисел создали собственную звукозаписывающую компанию «Nitro Records», переиздали свой дебютный альбом и занялись записью альбомов таких панк-групп как AFI, The Vandals и Guttermouth.
После двухлетнего гастрольного тура в поддержку Smash The Offspring заключили контракт с лейблом «Columbia Records», на котором и был выпущен их четвёртый альбом, получивший название Ixnay On The Hombre. Продюсером альбома стал Дэйв Джерден. Хотя этот диск не повторил крупного успеха предыдущей пластинки, благодаря таким песням как «All I Want», «Gone Away» и «I Choose» он разошёлся тиражом 4 миллиона копий. В этом альбоме The Offspring несколько отошли от острых политических тем, присущих как их более ранним альбомам, так и многим другим панк-группам, записывающимся на лейбле «Epitaph». Именно этим сам Декстер Холланд объясняет сравнительно небольшой успех Ixnay on the Hombre по сравнению со Smash.

### АльбомыAmericanaиConspiracy of One(1998—2002)
В 1998 году состоялся релиз очередного альбома The Offspring — Americana. Он разошёлся по миру тиражом в 11 миллионов экземпляров, став, таким образом, самым коммерчески успешным релизом в дискографии группы. Тексты песен в основном касаются неприятных реалий американской жизни, что не помешало таким песням как «Pretty Fly (for a White Guy)», «Why Don’t You Get A Job?», «The Kids Aren’t Alright» и «She’s Got Issues» занять верхние строчки хит-парадов как в Америке, так и за её пределами.
Следующий альбом The Offspring, получивший название Conspiracy Of One, также стал весьма успешным; хорошие продажи ему обеспечил успех синглов «Original Prankster», «Want You Bad» и «Million Miles Away».
Первоначально группа планировала распространять альбом на своём официальном сайте, чтобы продемонстрировать свою поддержку этому достаточно новому на тот момент способу распространения музыки. Но под давлением звукозаписывающей компании от такого плана пришлось отказаться, и на сайте группы был опубликован только первый сингл, «Original Prankster». Из-за утечки альбом целиком был вскоре выложен на фан-сайтах.
В 2001 году Offspring записали сингл «Defy You» в качестве саундтрека к фильму «Страна чудаков».

### Уход Рона Уэлти, альбомSplinterи сборникGreatest Hits(2003—2005)

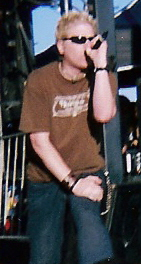
2005 год

В 2003 году барабанщик Рон Уэлти покинул группу для продвижения собственного проекта «Steady Ground» (они распались в 2007 году). Позже выяснилось, что Уэлти был уволен Холландом и Вассерманом «без какого-либо предварительного уведомления». Кроме того, в сентябре 2020 года Уэлти подал в суд на группу с требованием выплатить ему 35 миллионов долларов. Он заявил, что Холланд пытался «свести на нет» его вклад в классическую эпоху рок-групы, в том числе не выплатив причитающуюся ему долю от продажи прав The Offspring. Однако в марте 2023 года суд отклонил иск Уэлти, назвав некоторые из его утверждений «совершенно нелогичными», и в окончательном решении судья написал: «Судебное решение вынесено в пользу ответчиков Offspring Inc. Истец Рон Уэлти ничего не получит».
После ухода Уэлти The Offspring наняли Джоша Фриза для записи барабанов на Splinter, а позже объявили, что  Атом Уиллард, бывший барабанщик Rocket from the Crypt, заменит Уэлти.
1 апреля 2003 года было анонсировано название нового альбома — Chinese Democrazy (искажённое «Chinese Democracy» — китайская демократия), в честь альбома Guns N' Roses, релиз которого многократно переносился и состоялся лишь 23 ноября 2008 года). Это сообщение оказалось первоапрельской шуткой, а альбом получил название Splinter. Наиболее успешным синглом из него стала песня «Hit that».
В 2005 году был выпущен сборник лучших песен Greatest Hits, включающий в себя 14 хитов, начиная с альбома Smash и заканчивая Splinter и две новых песни: «Can’t Repeat» и «Next to You» (кавер на песню The Police; скрытый трек). Также на диске присутствует интервью с Холландом и Вассерманом, посвящённое истории группы, и акустическая версия песни «Dirty Magic». Примерно через месяц был выпущен DVD со всеми клипами и отрывками выступлений The Offspring.

### АльбомRise and Fall, Rage and Grace(2006–2009)
Первые сообщения о том, что The Offspring вернулись в студию для записи следующей пластинки, появились в ноябре 2006 года.
В июле 2007 года новым барабанщиком стал Пит Парада, бывший участник групп Face To Face и Saves the Day, который сменил в составе The Offspring Атома Уилларда, ушедшего в Angels & Airwaves. Первые концерты группы с Питом Парада состоялись на Summer Sonic festival в Японии в августе 2007 года. Однако Парада не принимал участия в записи нового альбома из-за проблем с контрактом. Партии барабанов записал Джош Фриз, как и в Splinter.
В феврале и мая 2008 года The Offspring были хедлайнерами Австралийского фестиваля Soundwave вместе с Incubus и Killswitch Engage.
Альбом Rise and Fall, Rage and Grace вышел 11 июня 2008 года. В него вошло 12 треков, общая продолжительность составила 42 минуты. В японское издание также дополнительно был включена кавер-версия на песню “O.C. Life" группы D.I.. В качестве продюсера альбома выступил Боб Рок. Альбом занял 10-е место в чарте Billboard 200.
Первым синглом стала “Hammerhead”, неоднократно исполненная на концертах в 2007 году. Вторым синглом и наиболее успешным треком всего альбома стала песня “You’re Gonna Go Far, Kid”.
Также в апреле 2008 года Epitaph Records объявили, что лейбл будет переиздавать Ignition и Smash; оба альбома прошли ремастеринг, а Smash содержал новый 24-страничный буклет. Переиздания были выпущены в тот же день, что и Rise and Fall, Rage and Grace.
Тур в поддержку альбома начался 16 мая выступлением на фестивале X-Fest в Калифорнии. 28 мая на веб-сайте группы было объявлено, что Скотт Шифлетт из Face to Face заменит басиста Грега Крисела в текущих турах в связи с рождением ребёнка в семье. Кризель вернулся в середине июня. В октябре к группе присоединился гастролирующий гитариста Эндрю Фримен, с которым группа отправилась в трёхнедельное турне по Японии, за которым последовало турне по Южной Америке.
13 декабря 2008 года The Offspring стали хедлайнерами девятнадцатого ежегодного фестиваля KROQ Almost Acoustic Christmas. В интервью на рождественском шоу Almost Acoustic Кевин Вассерман заявил, что группа возьмёт перерыв на месяц или два и пообещали тур по США, который начнётся в 2009 году.
С мая по июль 2009 года группа гастролировала по Северной Америке в рамках своего тура "Shit is Fucked Up" с Dropkick Murphys, Alkaline Trio, Street Dogs, Pennywise, Shiny Toy Guns, Sum 41 и Фрэнком Тёрнером.

### АльбомDays Go By(2010—2013)

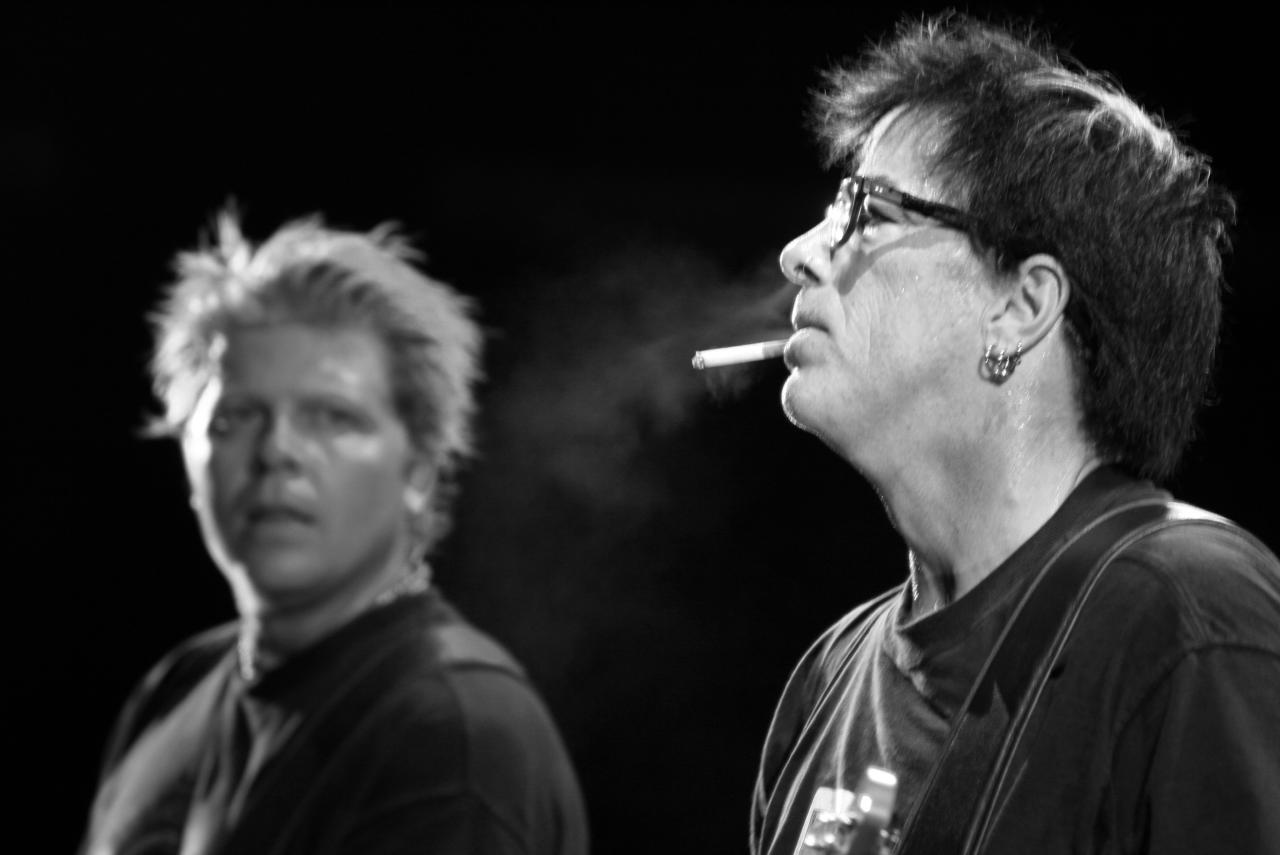
Декстер и Нудлз, 2009 год

В мае 2010 года группа начала предварительную работу с Бобом Роком на Гавайях над материалом для девятого альбома Offspring. Они периодически записывались в течение следующего года.
В июне 2010 года The Offspring стали хедлайнерами двух концертов в Западной Канаде. Группа взяла перерыв в студии, чтобы присоединиться к 311 в туре Unity летом 2010 года. Тур из 19 концертов проходил по всей территории США, а также с участием Pepper в качестве специального гостя. Перед туром 311, Pepper и The Offspring в июне отыграли четыре концерта на Западном побережье США, которые проходили при поддержке Terrible Things. На концерте в Лас Вегасе, 18 июня 2010, группа The Offspring исполнила новую песню «You Will Find a Way», которая представляет из себя раннюю версию песни «Days Go By». Так же на этом концерте они исполнили кавер на «The Guns of Brixton» группы The Clash.
4 августа 2010 года вышел эксклюзивный японский альбом-компиляция Happy Hour!, который включает концертные версии и ремиксы различных треков. В него также вошли песни из саундтреков и различных би-сайдов. Альбом также содержит каверы на треки таких групп, как The Buzzcocks, Iggy & The Stooges, T.S.O.L., Билли Робертс и AC/DC. Всего в него вошло 19 треков, общая продолжительность 58 минут. Также в августе 2010 года группа отыграла 2 концерта в Японии.
11 января 2011 года Джош Фриз упомянул на своём веб-сайте, что он был в студии, в которой The Offspring записывают свой новый альбом. Ронни Кинг также подтвердил, что он появится как музыкант, играющий на клавишных инструментах в новом альбоме. Группа прервала свою работу в августе-сентябре 2011 года, чтобы отправиться в турне, в ходе которого выступила на главной сцене фестивалей в Рединге и Лидсе.
После тура группа всерьёз приступила к записи, и позже было объявлено, что альбом находится на стадии микширования. В конце марта 2012 года The Offspring объявили о завершении работы над новым студийным альбомом. В конце марта 2012 года The Offspring объявили о завершении работы над новым студийным альбомом. Работа над диском проходила в Калифорнии.
Через месяц на официальном сайте появилась информация об альбоме: стали известны его название, Days Go By, и плейлист. Также была анонсирована дата выхода одноимённого сингла — 27 апреля. Его премьера состоялась на радио KROQ в 7 часов утра по Лос-Анджелесскому времени. В Австралии и Новой Зеландии вместо «Days Go By» вышла другая песня: «Cruising California (Bumpin' In My Trunk)».
Альбом Days Go By вышел 26 июня 2012 года на лейбле Columbia Records. В его состав вошло 12 треков, а общая продолжительность составила 42 минуты. Все треки написаны Декстером Холландом. В записи принимали участие: Декстер Холланд — ведущий и бэк-вокал, ритм-гитара; Кевин Вассерман — соло-гитара, бэк-вокал;
Грег Крисел — бас, бэк-вокал;
Пит Парада — барабаны (4, 9, 11, 12); Джош Фриз (сессионный музыкант) — барабаны (все, кроме 4, 9, 11, 12); Тодд Морс — бэк-вокал. Продюсер — Боб Рок. Альбом занял 14-е место в чарте Billboard 200.
В марте 2012 года группа отправилась в большой тур в поддержку нового альбома. Концерты проходили в Японии, в Европе, в США, Канаде и Австралии. Ранней осенью 2012 года The Offspring гастролировали с Neon Trees и Dead Sara. Они были со-хедлайнерами Soundwave в Австралии в 2013 году вместе с Metallica и Linkin Park. После этого они выступили на 20-м ежегодном Дне рождения WJRR Earthday 13 апреля 2013 года и на музыкальном фестивале в Галфпорте месяц спустя. The Offspring провели большую часть весны, лета и осени 2013 года, выступая с концертами в Европе, Соединённых Штатах и Южной Америке. В ноябре и декабре 2013 года они впервые за восемь лет отыграли на фестивале Warped Tour, на этот раз в Австралии.

### Гастроли, мини-альбомSummer Nationals, синглыComing for YouиSharknado, уход Грега Крисела (2014–2019)
Летом 2014 года The Offspring отправились в праздничное турне в честь 20-летнего юбилея своего третьего альбома Smash. Тур The Summer Nationals 2014 длился с июля по сентябрь, в нём участвовали друзья группы Bad Religion и Pennywise, а также The Vandals, Stiff Little Fingers и Naked Raygun. В поддержку тура The Offspring выпустили кавер-версии песен “No Reason Why” группы Pennywise, а также “Do What You Want” и “No Control” группы Bad Religion в своём YouTube аккаунте. По окончании тура в августе 2014 года был выпущен EP Summer Nationals с тремя композициями.
В 2015 группа выпустила сингл “Coming for You”. Он был представлен на Radio Contraband 30 января 2015 года и выложен на YouTube-канал. 25 апреля 2015, сингл занял первую строчку в музыкальном чарте Mainstream Rock (Billboard). Предыдущий такой успех был с композицией «Gone Away» в 1997 году. Шесть лет спустя, модифицированная версия песни появится в десятом студийном альбоме группы Let the Bad Times Roll.
20 июля 2016 года состоялась премьера новой песни "Sharknado", которая была записана для фильма Акулий торнадо 4: Пробуждение.
Кевин «Нудлз» Вассерман отсутствовал в концертном туре 2017 года из-за «внезапного семейного дела»; его заменяли Том Такер и Джона Нимой. В том же году Холланд получил степень доктора философии в области молекулярной биологии в Университете Южной Калифорнии.
В ноябре 2018 года басист и один из основателей группы Грег Крисел покинул The Offspring. В концертных турах группы по Австралии и Японии его заменил No Doubt басист Тони Канэл. В августе 2019 года Крисел подал иск против Холланда и Вассермана. Крисел и его адвокаты утверждали, что эти двое вступили в сговор с целью завладеть долей Крисела в группе без выплаты компенсации. Холланд и Вассерман позже также подали иск против Крисела, заявив, что аргументы Крисела не имеют под собой никаких оснований. Они утверждали, что Крисела, по-видимому, попросили покинуть группу и он согласился это сделать, поскольку возникли разногласия на то как музыканты видели настоящее и будущее группы. Дело было урегулировано во внесудебном порядке в 2023 году.
Крисела на бас-гитаре заменил Тодд Морс, который с 2009 года являлся дополнительным ритм-гитаристом во время гастролей.

### АльбомLet the Bad Times Roll, расставание сПитом Парада(2020–2021)
В апреле 2020 года Offspring выпустили рок-кавер на кантри песню Джо Экзотика "Here Kitty Kitty", популяризированную документальным фильмом Netflix 2020 года «Король тигров». Он был записан, когда группа находилась на карантине во время пандемии COVID-19.
В интервью Download TV в июне 2020 года Холланд подтвердил, что новый альбом «в основном готов», но добавил, что его выпуск отложен из-за пандемии.
В ноябре 2020 года группа выпустила рождественскую песню, кавер-версию песни Дарлин Лав "Christmas (Baby Please Come Home)". В ноябре The Offspring выпустили трек "Huck It!" и анонсировали виниловое переиздание Conspiracy of One к своему 20-летию.
Альбом Let the Bad Times Roll вышел 16 апреля 2021 года. В него вошло 12 треков, а общая продолжительность составила 33 минуты. Указывается, что все треки написаны Декстером Холландом, кроме "In the Hall of the Mountain King" (автор Эдвард Григ). "Gone Away" - это новая фортепианная версия песни из альбома Ixnay on the Hombre 1997 года. Декстер Холланд, помимо партий вокала, исполнил партии ритм и бас-гитары, а также фортепиано в "We Never Have Sex Anymore". Кевин Вассерман – соло-гитара, Пит Парада – барабаны (все, кроме 2, 7, 11, 12), Джош Фриз – барабаны (2, 7). Продюсер — Боб Рок. Альбом занял 27 строчку в чарте Billboard 200.
В августе 2021 года Пит Парада объявил, что его уволили из The Offspring, поскольку он отказался от вакцинации против COVID-19. Он сказал, что действовал по совету своего врача, поскольку страдает от синдрома Гийена–Барре. В интервью, опубликованном в ноябре 2021 года, Холланд и Вассерман сказали, что были вынуждены нанять других барабанщиков для безопасности своей команды в туре. В интервью 4 марта 2023 года Парада подтвердил, что он больше не является членом The Offspring. Он сформировал новую группу, The Defiant.
В ноябре 2021 года Offspring выпустили EP «Gone away», представляющий собой компиляцию из четырёх версий одноимённой песни.

### АльбомSupercharged,приходБрэндона Перцборна.Джона Нимой, как постоянный участник (2022—н.в.)
В сентябре 2022 года Холланд подтвердил, что Offspring начали работу над новым материалом для своего одиннадцатого студийного альбома. Холланд рассказал Times Colonist в ноябре, что группа начнёт записывать свой новый альбом в январе 2023 года с продюсером Бобом Роком.
В мае 2023 года бывший барабанщик Black Flag, Suicidal Tendencies и Marilyn Manson Брэндон Перцборн объявил, что присоединился к Offspring в качестве их нового барабанщика, чтобы заменить Джоша Фриза, который не смог выступать с группой из-за того, что он стал постоянным участником Foo Fighters в качестве замены Тейлора Хокинса, который умер в 2022 году.
В середине года Джона Нимой, ранее выступавший с группой как сессионный музыкант, стал постоянным участником.
6 августа 2023 года первоначальный барабанщик Offspring Джеймс Лилья, присоединился к ним на сцене впервые с 1987 года и исполнил песню "Beheaded", в написании которой он участвовал.
В мае 2024 года Холланд и Вассерман подтвердили, что одиннадцатый студийный альбом группы завершён и что они работают над обложкой и названием альбома. Позднее стало известно, что альбом будет называться Supercharged. Первый сингл из альбома «Make It All Right» был выпущен 7 июня.
Альбом Supercharged вышел 11 октября 2024 года. В него вошло 10 треков, а общая продолжительность составила 32 минуты. Указывается, что все треки написаны Декстером Холландом, который, помимо вокала, записал партии гитары и бас-гитары. Кевин Вассерман и Тодд Морс также участвовали в записи соответственно гитары и бас-гитары, а партии барабанов исполнили Брэндон Петсборн (на треках 2, 3, 6, 10), а также давний сессионный барабанщик The Offspring Джош Фриз (на остальных треках). Продюсер — Боб Рок.
На 2025 год планируется концертный тур по Америке, Европе и Австралии.

## Музыкальный стиль и влияния

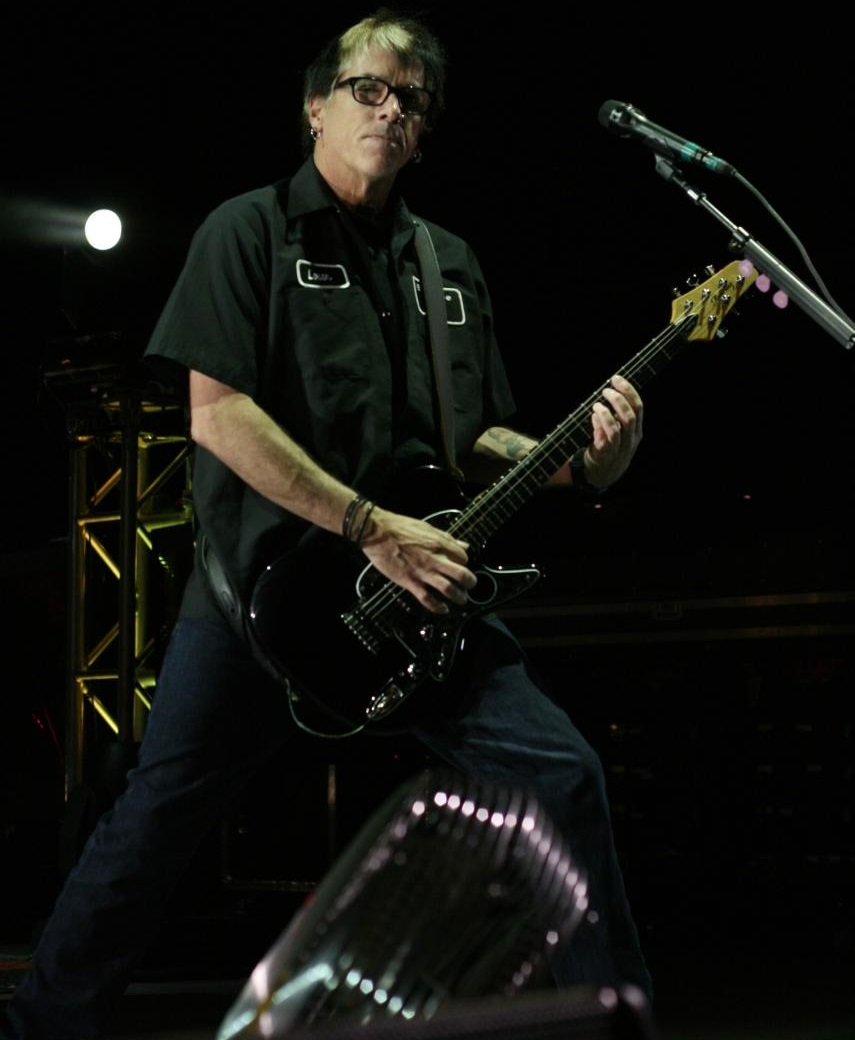
Кэвин «Нуддлз» Вассерман

Основные жанры, в которых The Offspring представляют музыку, это панк-рок, мелодик-хардкор, поп-панк, скейт-панк и альтернативный рок.
Влияние на The Offspring оказала музыка таких групп, как The Dickies, Sex Pistols, The Misfits, T.S.O.L., Agent Orange, Adolescents, Ramones, The Clash, Dead Kennedys и Suicidal Tendencies.

## Участники группы

### Текущие
- Декстер Холланд (Bryan Keith «Dexter» Holland) — вокал (1985–настоящее), гитара (1984–настоящее)
- Кевин «Нудлз» Вассерман (Kevin «Noodles» Wasserman) — гитара, бэк-вокал (1985–настоящее)
- Тодд Морс — бас-гитара (2019—настоящее), бэк-вокал, бэк-гитара[65] на концертах(2009—2019)
- Брэндон Перцборн — барабаны (2023–настоящее)
- Джона Нимой — гитара, клавишные, бэк-вокал, перкуссия (2023 – настоящее; концертный музыкант в 2019–2023), заменял Нудлза в летнем туре 2017 года

### Бывшие сессионные музыканты
- Крис «X-13» Хиггинс — бэк-вокал, барабаны, синтезатор, семплы и ритм-гитара. Формально в группе не состоял, но помогал её участникам. Именно его голосом произносятся фразы «You gotta keep 'em separated» (в «Come Out And Play»), «Hey, that’s something everyone can enjoy!» (в «Why Don’t You Got a Job?»), «Mota» и «Pretty Fly For A White Guy» (в одноимённых песнях). Более не сотрудничает с группой.
- Джош Фриз (Josh Freese) — барабаны на концертах, (08.08.2021 — 2023). Барабаны в альбомах Splinter, Rise and Fall, Rage and Grace, Days Go By, часть песен в Let The Bad Times Roll, часть песен в Supercharged.

### Покинувшие группу
- Грег Крисел (Greg Kriesel) — бас-гитара, бэк-вокал (1984—2018)
- Дуг Томпсон (Doug Thompson) — вокал (1984)
- Маркус Пэрриш (Marcus Parrish) — гитара (1984)
- Джим Бентон (Jim Benton) — барабанны (1984)
- Джеймс Лилья (James Lilja) — барабаны (1984—1987)
- Рон Уэлти (Ron Welty) — барабаны (1987—2003)
- Атом Уиллард (Atom Willard) — барабаны (2003—2007)
- Пит Парада (Pete Parada) — барабаны (2007—2021)

## Дискография
| Год  | Название                      |
| ---- | ----------------------------- |
| 1989 | The Offspring                 |
| 1992 | Ignition                      |
| 1994 | Smash                         |
| 1997 | Ixnay on the Hombre           |
| 1998 | Americana                     |
| 2000 | Conspiracy of One             |
| 2003 | Splinter                      |
| 2005 | Greatest Hits                 |
| 2008 | Rise and Fall, Rage and Grace |
| 2012 | Days Go By                    |
| 2021 | Let the Bad Times Roll        |
| 2024 | Supercharged                  |